# 扎西庄墓群
扎西庄墓群，位于中国青海省化隆县初麻乡扎西庄村，为第八批青海省文物保护单位，公布日期为2008年4月10日，类型为古墓葬。
扎西庄墓群的历史年代为青铜时代。